# 六町站
六町站（日语：／ Rokuchō eki */?）是位於日本東京都足立區六町四丁目1番1號，屬於首都圈新都市鐵道筑波快線的鐵路車站。車站編號是TX07。

## 歷史
- 2005年（平成17年）8月24日 - 開業。

## 車站結構
島式月台1面2線的地底車站。

### 月台配置
| 月台 | 路線     | 目的地                       |
| ---- | -------- | ---------------------------- |
| 1    | 筑波快線 | 流山大鷹之森、守谷、筑波方向 |
| 2    | 筑波快線 | 北千住、秋葉原方向           |

月台深入地下，與地面出入口需途經4部扶手電梯或者2次升降機。
地下的月台有列車高速通過，車站構內設有「列車風注意」的標示。

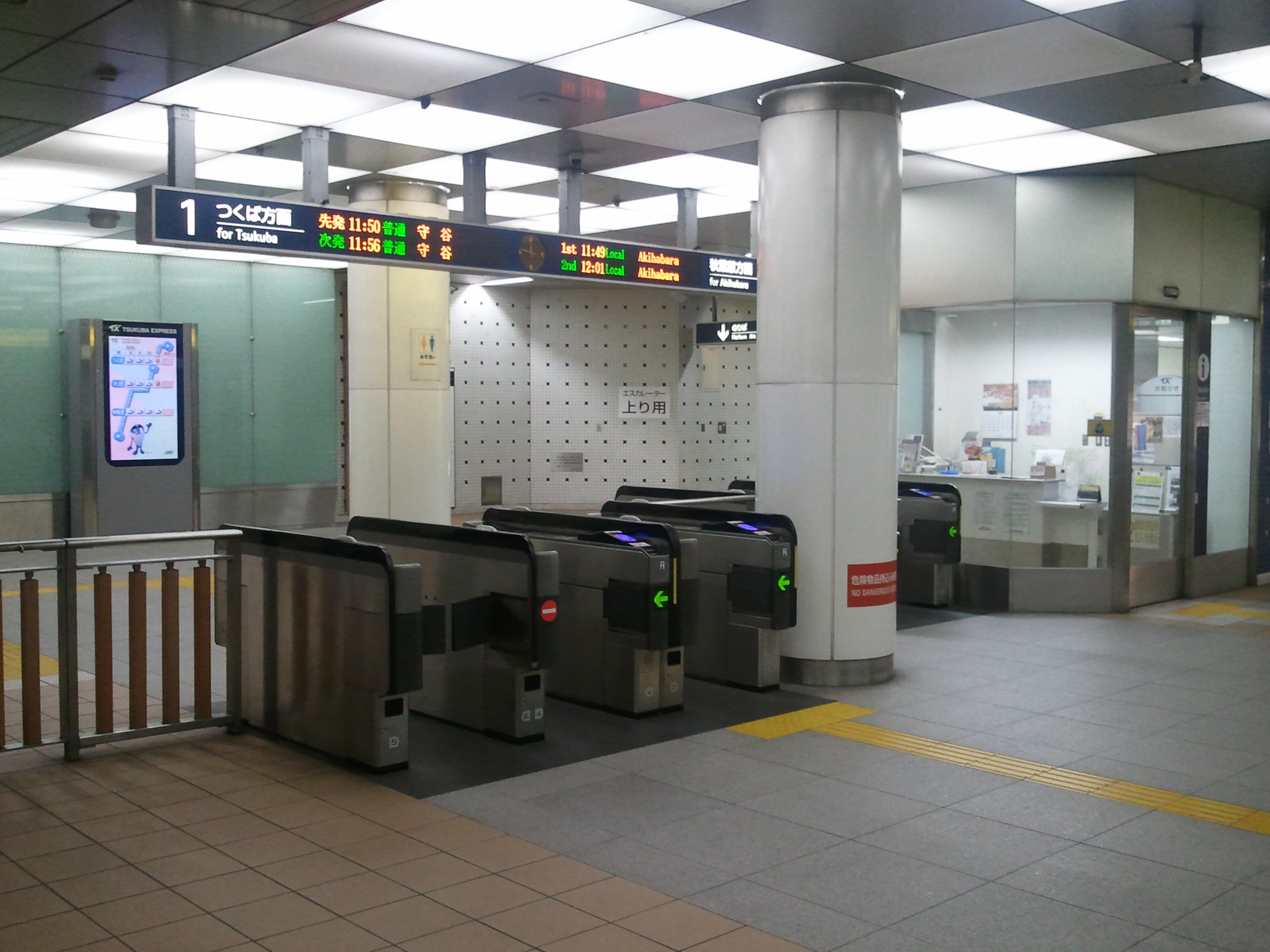
閘口（2012年10月）
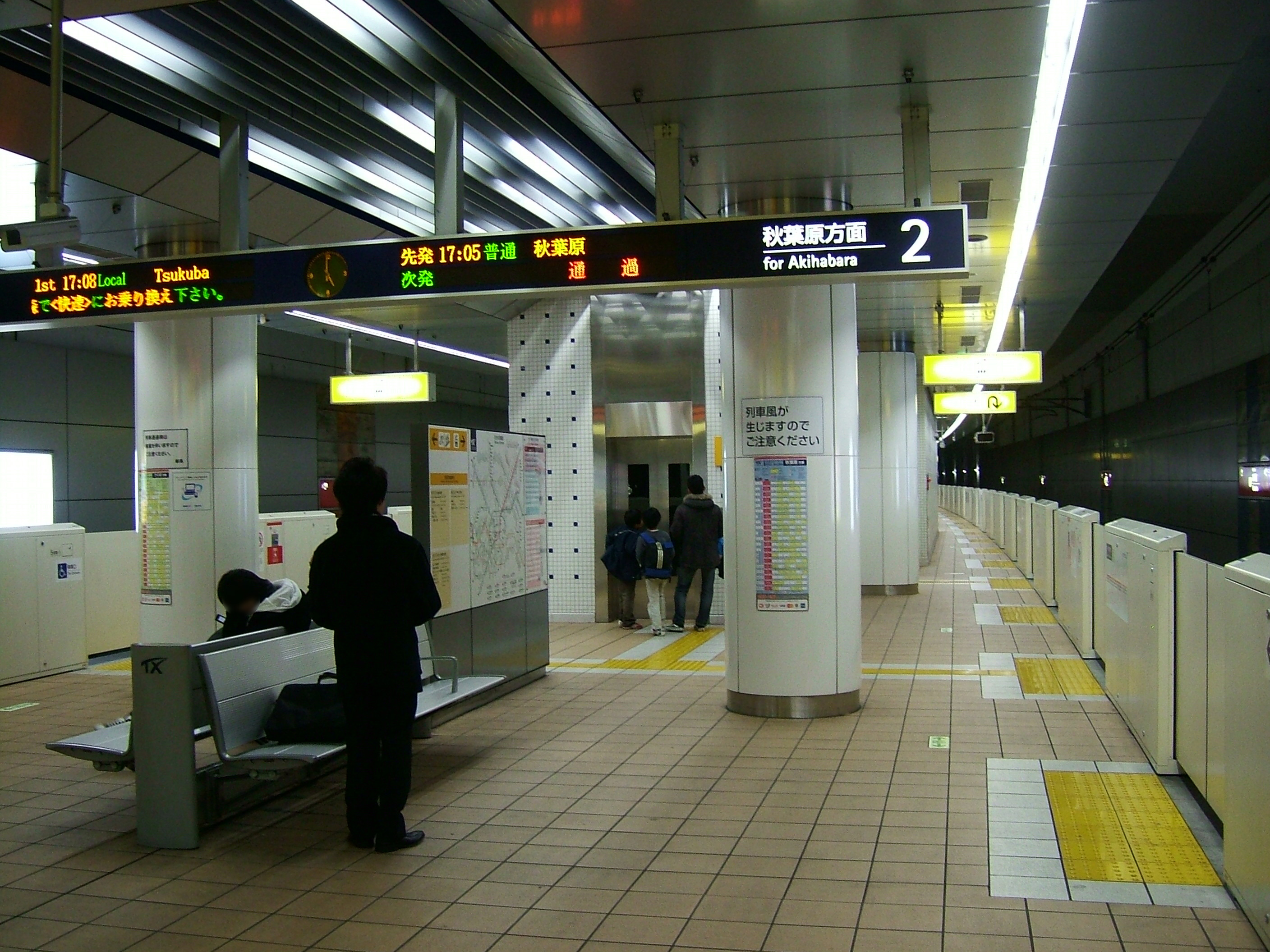
月台（2008年1月）
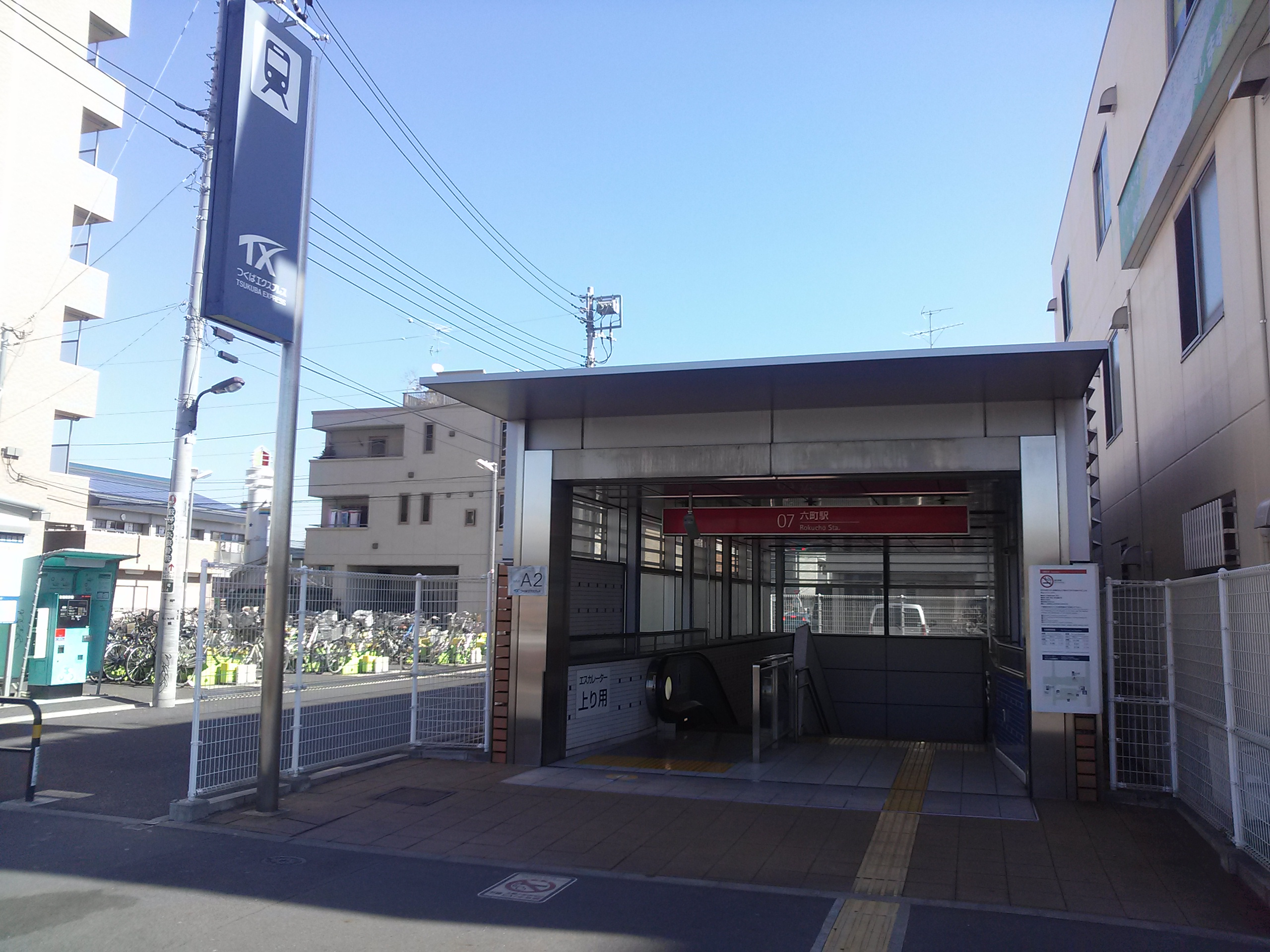
A2出入口（2013年2月）
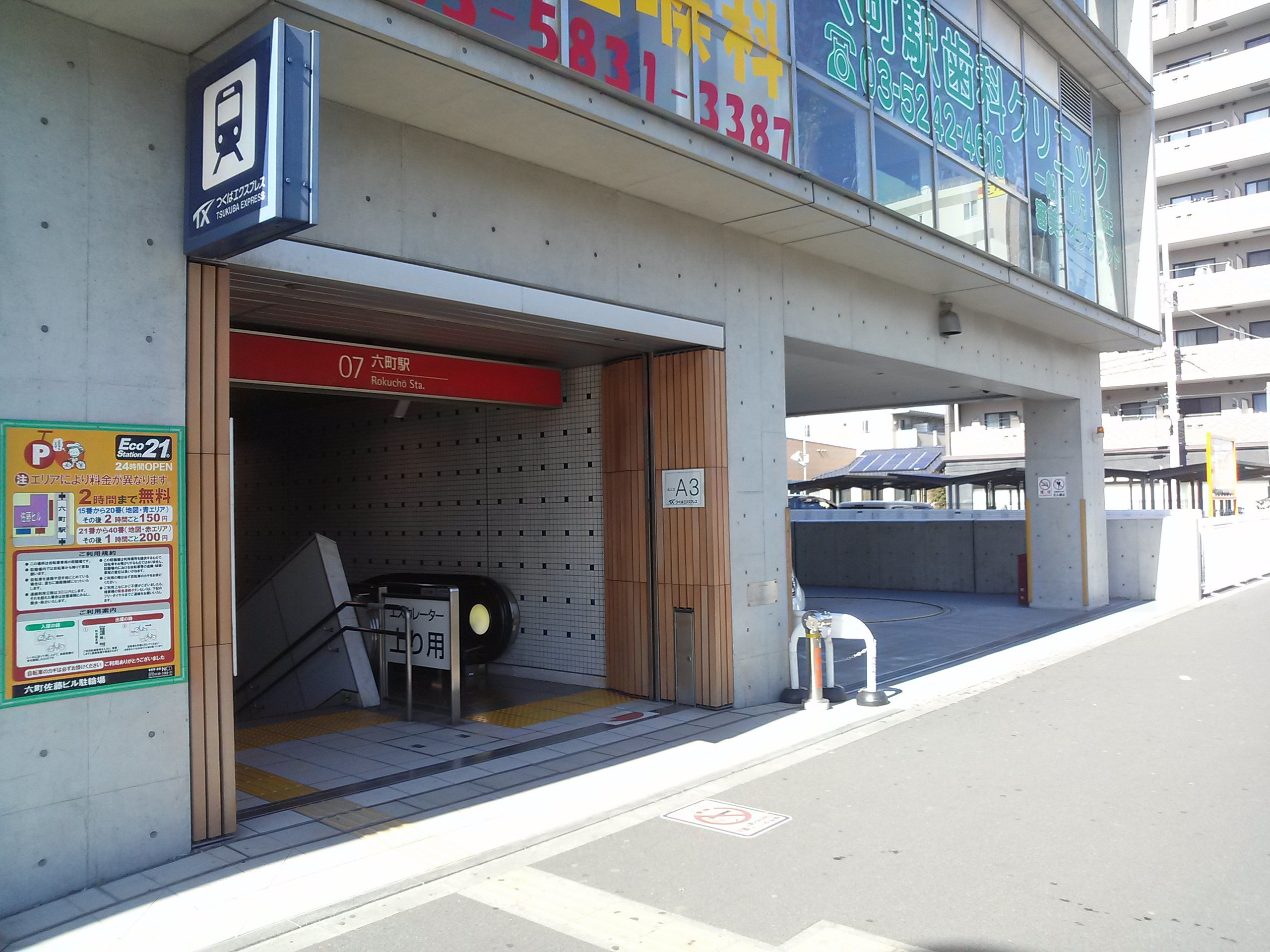
A3出入口（2013年2月）
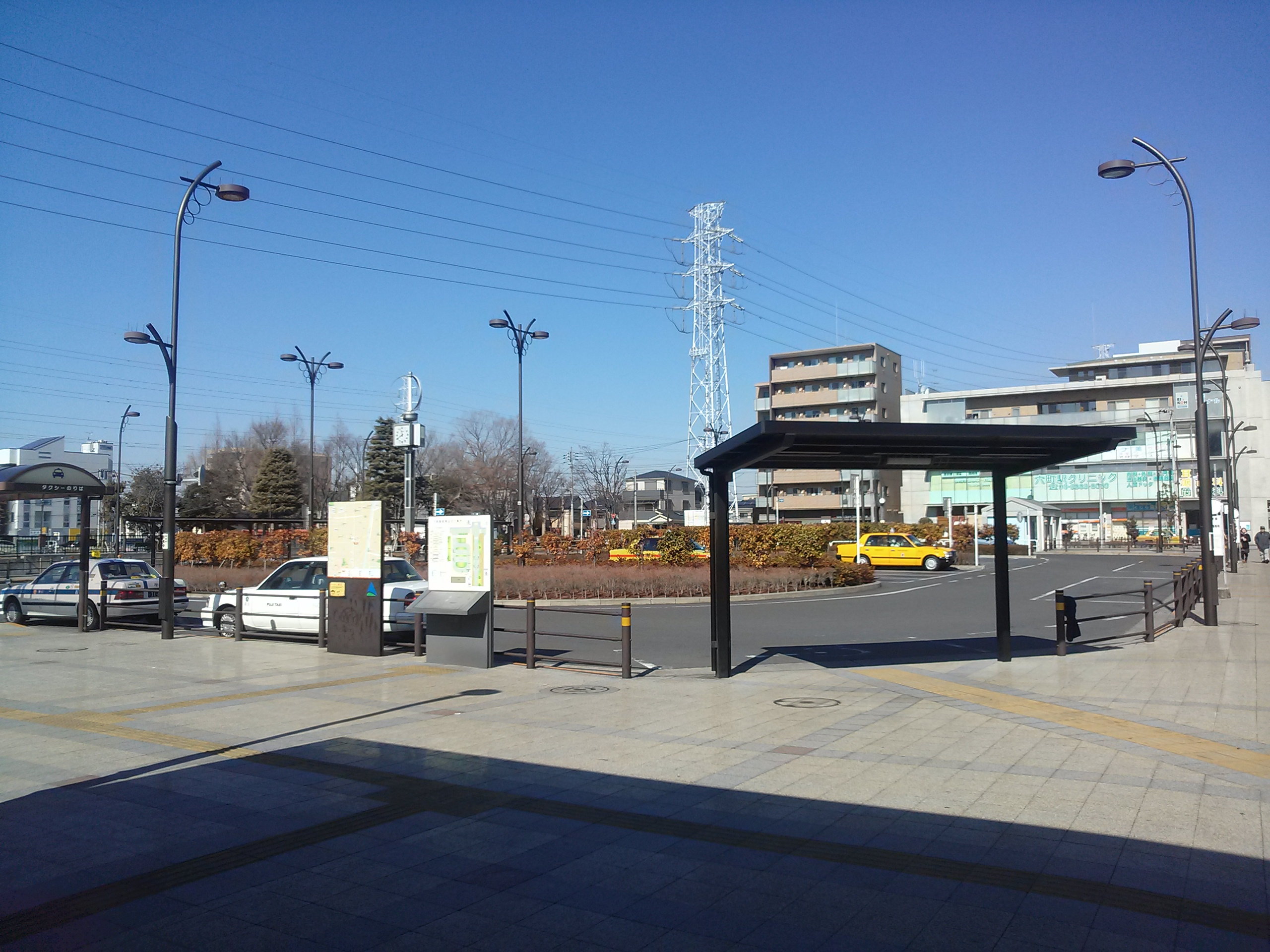
A1出入口前Rotary（2013年2月）

## 使用情況
2016年（平成28年）度的1日平均上車人次為13,902人。
開業以來的1日平均上車人次推移如下表。
| 年度               | 1日平均 上車人次 | 來源     |
| ------------------ | ---------------- | -------- |
| 2005年（平成17年） | 5,193            | [ * 1 ]  |
| 2006年（平成18年） | 6,803            | [ * 2 ]  |
| 2007年（平成19年） | 7,949            | [ * 3 ]  |
| 2008年（平成20年） | 8,787            | [ * 4 ]  |
| 2009年（平成21年） | 9,358            | [ * 5 ]  |
| 2010年（平成22年） | 10,065           | [ * 6 ]  |
| 2011年（平成23年） | 10,621           | [ * 7 ]  |
| 2012年（平成24年） | 11,459           | [ * 8 ]  |
| 2013年（平成25年） | 12,378           | [ * 9 ]  |
| 2014年（平成26年） | 12,637           | [ * 10 ] |
| 2015年（平成27年） | 13,453           | [ * 11 ] |
| 2016年（平成28年） | 13,902           |          |

## 相鄰車站
首都圈新都市鐵道
 筑波快線
■快速、■區間快速
通過
■通勤快速
北千住（TX05）－六町（TX07）－八潮（TX08）
■普通
青井（TX06）－六町（TX07）－八潮（TX08）

### 來源
1. ↑  .   [2018-04-15]. （原始内容存档于2018-05-02）.
2. ↑  .   [2018-04-15]. （原始内容存档于2016-04-01）.
3. ↑  数字で見る足立 （页面存档备份，存于） - 足立区

#### 統計資料
東京都統計年鑑
1. ↑  東京都統計年鑑（平成17年）[永久][]
2. ↑  .   [2018-04-15]. （原始内容存档于2017-07-29）.
3. ↑  .   [2018-04-15]. （原始内容存档于2017-07-29）.
4. ↑  .   [2018-04-15]. （原始内容存档于2017-07-29）.
5. ↑  .   [2018-04-15]. （原始内容存档于2016-03-26）.
6. ↑  .   [2018-04-15]. （原始内容存档于2016-03-27）.
7. ↑  .   [2018-04-15]. （原始内容存档于2016-03-25）.
8. ↑  .   [2018-04-15]. （原始内容存档于2016-03-27）.
9. ↑  東京都統計年鑑（平成25年）[永久][]
10. ↑  .   [2018-04-15]. （原始内容存档于2017-07-30）.
11. ↑  .   [2018-04-15]. （原始内容存档于2018-11-09）.

## 外部連結
- 六町站 | 車站資訊、路線圖 | 筑波快線 （页面存档备份，存于）